# Nemeskolta
Nemeskolta (1899-ig Kolta) község Vas vármegyében, a Szombathelyi járásban.

## Fekvése
Szombathelytől 17 kilométerre délkeletre fekszik.
A szomszédos települések: észak felől Vasszécseny, északkelet felől Csempeszkopács, délkelet felől Rábatöttös, dél felől Gyanógeregye, nyugat felől pedig Sorkifalud.

### Megközelítése
A községen, annak főutcájaként a 8442-es út húzódik végig, nagyjából kelet-nyugati irányban, közúton ezen érhető el Csempeszkopács és Sorkifalud irányából is. Északi külterületei között elhalad még a 8703-as út is.
Az ország távolabbi részei felől a 8-as, majd a 87-es főutakon érhető el a legegyszerűbben, utóbbiról Csempeszkopácsnál kell nyugat felé letérni.
Érdekesség, hogy a települést (egy külterületi, a 87-es úthoz közel eső részen) érintette volna az 1847-ben tervezett Sopron-Kőszeg-Szombathely-Rum-Zalaszentgrót-Nagykanizsa vasútvonal.

## Nevének eredete
Neve a szláv Kolta személynévből származik, melynek előzménye a Mikolas személynév, előtagja köznemesi lakosságára utal. Innen származik a Koltay család.

## Története

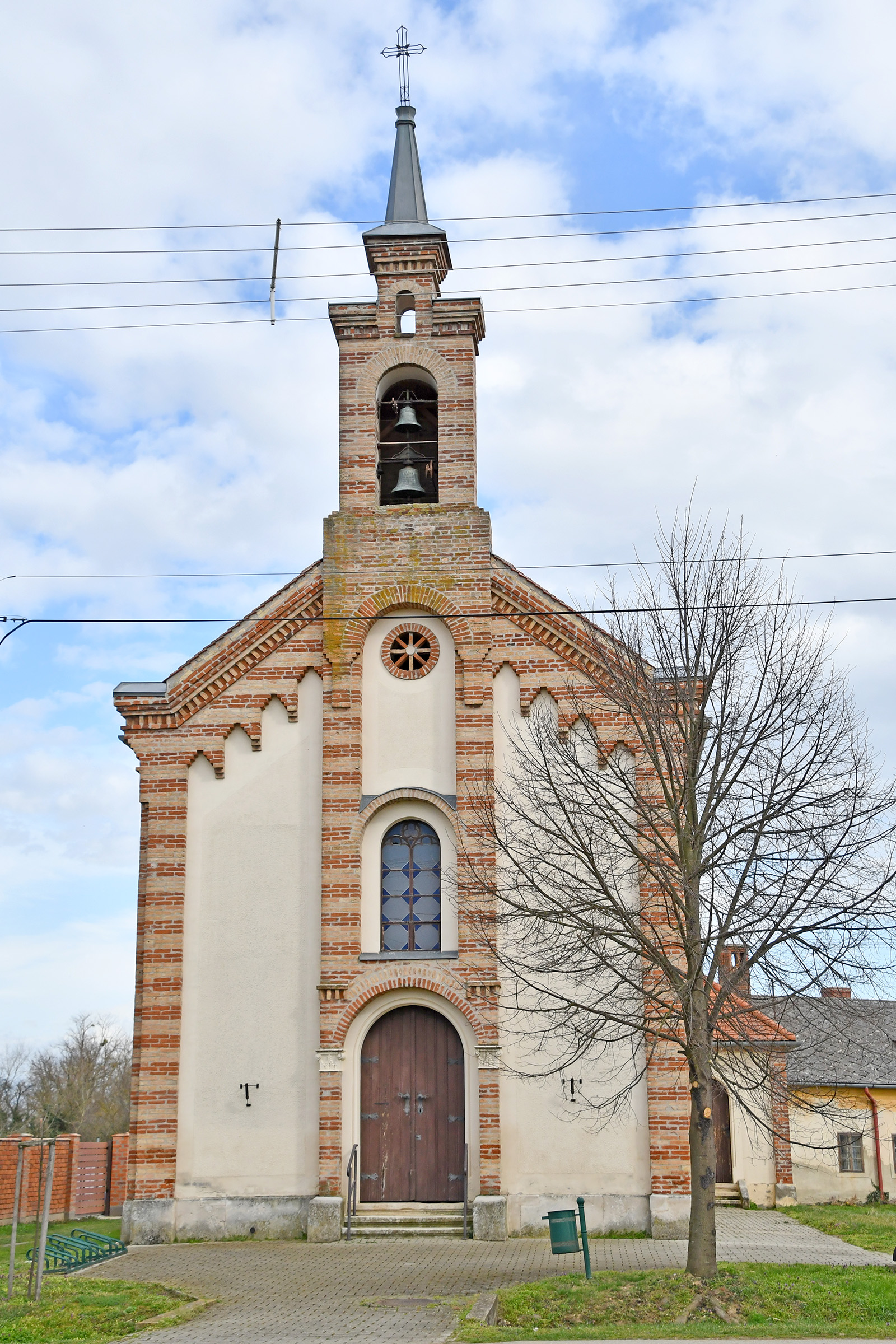
A római katolikus templom

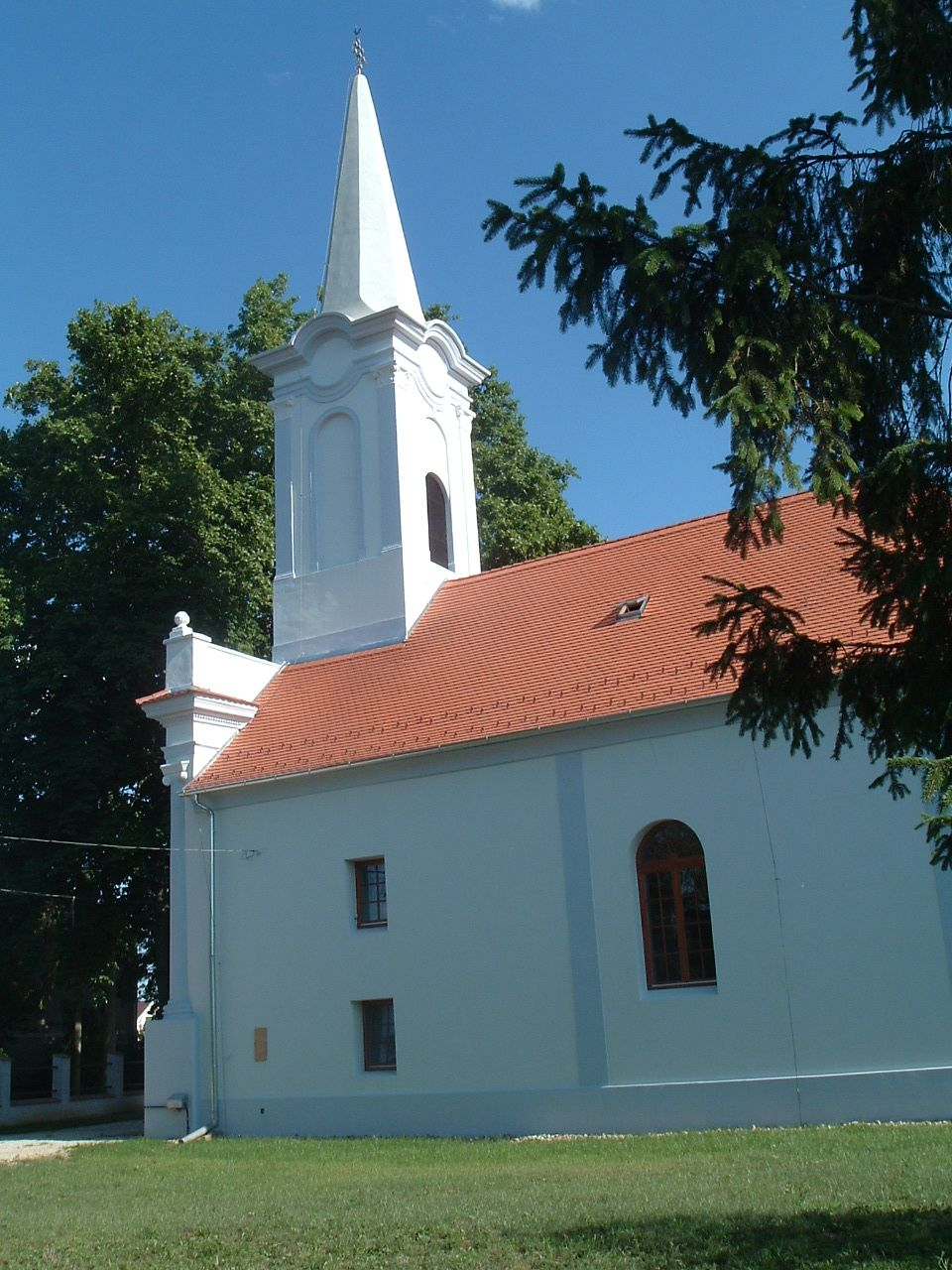
Az evangélikus templom

Nemeskolta Árpád-kori település. Első említése 1280-ból való, 1288-ban pedig Kolta néven említették. Az egykor kisnemesek által lakott község lakossága részben katolikus, részben evangélikus.
A falu korábban két falurészre, Kis- és Nagykoltára oszlott, egy időben Kétkoltának is nevezték. A trianoni békeszerződés előtt Vas vármegye vasvári járásához tartozott. 1910-ben 646 lakosából 644 magyar volt, melyből 306 római katolikus, 328 evangélikus, 10 izraelita volt.
E faluból származik a Vas vármegye történetében jelentős szerepet betöltő Koltai Vidos család. A faluban álló klasszicista kúriájuk az 1800-as évek elején épült, később kastéllyá alakították át.

## Közélete

### Polgármesterei
- 1990–1994: Szabó Kálmán (független)[4]
- 1994–1998: Farkas Imre (független)[5]
- 1998–2002: Farkas Imre (független)[6]
- 2002–2006: Farkas Imre (független)[7]
- 2006–2010: Farkas Imre (független)[8]
- 2010–2014: Farkas Imre (független)[9]
- 2014–2019: Farkas Imre (független)[10]
- 2019–2024: Farkas Imre (független)[11]
- 2024– : Hullmann Martin (független)[1]

## Nevezetességek
- Szent Márton-templom - A község középkori, Szent Márton tiszteletére szentelt templomát egy 1342-ben kelt oklevél említette először. A kis templom azonban az 1600-as évek közepén a törökök támadásai során elpusztult.

A falu közepén napjainkban álló templomot 1865-ben építették Ybl Miklós tervei szerint, romantikus stílusban. Oltárképe Szent Márton püspököt ábrázolja.
- Vidos-kastély - A Koltai Vidos család faluban álló klasszicista stílusban épült kúriája az 1800-as évek elején épült. Később az 1860-as években a kúriát kastéllyá alakították át. A kúria utolsó tulajdonosa Németh Mária, a két világháború között élő ünnepelt operaénekesnő volt; 1935-ben itt forgatták a Halló Budapest című játékfilmet is.
- Evangélikus templom

## Híres emberek
- Itt született 1841. október 12-én Halász Imre hírlapíró.
- Itt született 1932. március 5-én Kazareczki Kálmán közgazdász, vállalatvezető, mezőgazdasági és élelmezésügyi miniszterhelyettes.
- Egy időben itt élt Németh Mária (1897–1967) operaénekes.

## Népesség
A település népességének változása:
| Lakosok száma | 351  | 346  | 346  | 349  | 357  | 372  | 358  |
|               | 2013 | 2014 | 2015 | 2021 | 2022 | 2023 | 2024 |

A 2011-es népszámlálás során a lakosok 96,9%-a magyarnak, 0,8% németnek, 0,3% szerbnek mondta magát (3,1% nem nyilatkozott; a kettős identitások miatt a végösszeg nagyobb lehet 100%-nál). A vallási megoszlás a következő volt: római katolikus 56,2%, református 3,1%, evangélikus 25,4%, felekezet nélküli 4% (9,9% nem nyilatkozott).
2022-ben a lakosság 89,6%-a vallotta magát magyarnak, 2,8% cigánynak, 0,6% szerbnek, 0,3% szlováknak, 1,4% egyéb, nem hazai nemzetiségűnek (10,4% nem nyilatkozott; a kettős identitások miatt a végösszeg nagyobb lehet 100%-nál). Vallásuk szerint 37,5% volt római katolikus, 13,7% evangélikus, 3,6% református, 3,1% egyéb katolikus, 3,4% felekezeten kívüli (38,7% nem válaszolt).